# André Freiwald
André Freiwald (* 1961) ist ein deutscher Geologe und Paläontologe.
André Freiwald studierte Geologie und Zoologie an der Universität Kiel (1983–1988) und promovierte 1993 am Forschungszentrum Geomar. Nach einer Zeit als Postdoktorand an der Universität Bremen war er zunächst Heisenberg-Stipendiat. Danach wurde er Professor für Invertebraten-Paläontologie an der Universität Tübingen (2000–2002), wechselte dann aber auf den Lehrstuhl für Paläontologie in Erlangen. Seit 2010 ist er Leiter der Abteilung Meeresforschung des Senckenberg-Instituts Wilhelmshaven und zugleich Professor an der Universität Bremen.
Freiwalds Forschungsgebiet ist die Entstehung, Entwicklung und Gefährdung von Riffen. Er hat sich v. a. mit Kaltwasser-Korallen und deren Riffbildung beschäftigt.
Gemeinsam mit anderen Geologen interessiert ihn auch die Bildung von Karbonaten in Regionen außerhalb der Tropen. Er unternahm zahlreiche Expeditionen auf Forschungsschiffen.
Für 2016 wurde ihm die Gustav-Steinmann-Medaille zugesprochen.

## Veröffentlichungen
- N. Frank, A. Freiwald, M. López Correa, M. Eisele, D. Hebbeln, C. Wienberg, D. van Rooij, J. P. Henriet, C. Colin, T. van Weering, H. de Haas, P. Buhl Mortensen, M. Roberts, B. de Mol, E. Douville, D. Blamart, C. Hatte: Northeastern Atlantic cold water coral reefs and climate. In: Geology. Band 39, 2011, S. 743–746.
- A. Freiwald, L. Beuck, A. Rüggeberg, M. Taviani, D. Hebbeln: R/V Meteor Cruise M70-1 participants: The White Coral Community in the Central Mediterranean Sea revealed by ROV surveys. In: Oceanography. Band 22, 2009, S. 58–74.
- A. Freiwald, J. B. Wilson, R. Henrich: Grounding icebergs shape deep-water coral reefs. In: Sedimentary Geology. Band 125, 1999, S. 1–8.